# Колін Кінг-Анселл
Кінг-Анселл Колін (нар. 1946) — новозеландський крайній правий політик. Його називають «найвідомішим у Новій Зеландії нацистським ідеологом і заперечувачем Голокосту».
У 1967 році він вступив в Націонал-соціалістичної партії Нової Зеландії. У грудні 1967 Кінг-Анселл отримав 18 місяців в'язниці за напад на синагогу.
Кінг-Анселл здобув популярність у Новій Зеландії в 1968 році, з'явившись в етері інформаційно-аналітичної програми. Відповідаючи на питання про Голокост, він заперечував його, назвавши голокост брехнею і пропагандою союзників, що викликало обурення певної частини громадськості. Кінг-Анселл однак не уточнив свої погляди в телевізійному етері. Сім років по тому Брайан Едвардс сказав у інтерв'ю, що це було випадково і не повинно було транслюватиметися.
У 1969 році він став лідером націонал-соціалістичної партії [4]. Він брав участь на загальних виборах 1972, 1975 і 1978 років від націонал-соціалістів в Маунт Альберті. У 1979 році він був оштрафований на 400 доларів за розглядом апеляції проти тримісячного тюремного терміну за порушення Закону про расові відносини.
Згодом він був залучений в ряд екстремістських груп, зокрема Групи 88. Як лідер Новозеландського фашистського союзу він давав інтерв'ю Полу Холмсу.
У 2006 році Кінг-Анселл став головою місцевої асоціації бізнесу «Прогрес Хоуєра», але згодом був виключений за ультраправі погляди.
Кінг-Анселл очолював Новозеландський національний фронт. Він заявив, що відмовився від нацизму.